# عبد المجيد بن عبد العزيز آل سعود
الأمير عبد المجيد بن عبد العزيز آل سعود (1361 هـ / 1942 - 18 ربيع الآخر 1428 هـ / 5 مايو 2007)، أمير منطقة مكة المكرمة الأسبق. هو الابن الثالث والثلاثون من أبناء عبد العزيز آل سعود الذكور من زوجته الأميرة هيا بنت سعد بن عبد المحسن السديري.

## عن حياته
- تلقى تعليمه الأولي على يد الشيخ «عبد الله بن عبد الغني خياط» وتعلم منه القرآن ومبادئ العلوم الدينية[1]، ثم انتقل إلى «مدرسة الأنجال» في الرياض ودرس بها المرحلة المتوسطة.[1] وفي عام 1374 هـ التحق بالقوات البحرية السعودية[1]، وسافر بعد ذلك إلى المملكة المتحدة للدراسة.[1]
- في 2 جمادى الأولى 1400 هـ الموافق 19 مارس 1980 عُيِّن أميرًا لمنطقة تبوك[1]، واهتم خلال توليه إمارتها بتطوير المنطقة وتنمية الحركة الاقتصادية فيها، وشجع المستثمرين على الاستفادة من طبيعتها الزراعية وإقامة المزارع، وتحقق للمنطقة العديد من المنجزات التنموية والاقتصادية والاجتماعية خلال فترة.[1] وظل أميرًا على تبوك حتى 15 جمادى الأولى 1406 هـ[1] الموافق 26 يناير 1986 عندما صدر أمر ملكي بتعيينه أميرًا لمنطقة المدينة المنورة[1]، وخلال فترة توليه إمارتها تم بدء تنفيذ مشروع الملك فهد لتوسعة المسجد النبوي وتطوير المنطقة المركزية المحيطة به وأشرف على عملية التنفيذ بشكل مباشر.[1] كما شجع على إقامة مؤسسات ضخمة للاستثمار العقاري والزراعي، ورأس أكبر مؤسسة لذلك وهي شركة طيبة للاستثمار، وأصبحت المدينة مركز جذب للمستثمرين. استمر بتولي إمارة منطقة المدينة المنورة إلى 16 شعبان 1420 هـ[1] الموافق 25 نوفمبر 1999 حيث تم تعيينه أميرًا لمنطقة مكة المكرمة[1]، وخلال توليه الإمارة تبنى مشروع لجنة لتطوير الخدمات الإسعافية في منطقة مكة المكرمة من أجل أداء خدمة متميزة في هذا المجال[1]، وكذلك تبنى فكرة إقامة أول مشروع لرعاية المسنين وكبار السن في جدة.[1]

## وفاته
أعلن الديوان الملكي السعودي في بيان رسمي عن وفاة الأمير عبد المجيد بن عبد العزيز آل سعود في يوم السبت 18 ربيع الآخر 1428 هـ الموافق 5 مايو 2007  إثر مرض اللوكيميا «ابيضاض الدم». وصلي عليه في يوم الاثنين 20 ربيع الآخر 1428 هـ الموافق 7 مايو 2007 في جامع الإمام تركي بن عبد الله في مدينة الرياض ثم دفن في مقبرة العود.

## أسرته
زوجاته
- الأميرة الجوهرة بنت عبد الله بن سعد السديري (ابنة خاله). لم تنجب أبناء.
- الأميرة سارة بنت عبد المحسن العنقري. والدة الأمير فيصل.

تزوج الأمير فيصل من الأميرة سلطانة بنت إبراهيم آل إبراهيم، وله من الأبناء:
- الأمير عبد العزيز بن فيصل بن عبد المجيد بن عبد العزيز آل سعود[4] متزوج من الأميرة لين بنت فهد بن مشعل بن سعود بن عبدالعزيز وله الأمير عبدالمجيد
- الأمير تركي بن فيصل بن عبد المجيد بن عبد العزيز آل سعود[5]
- الأميرة العنود بنت فيصل بن عبد المجيد بن عبد العزيز آل سعود

ومتزوج من الأميرة نوف العذل، وله من الأبناء:
- الأميرة هيا بنت فيصل بن عبد المجيد بن عبد العزيز آل سعود
- الأمير عبد المجيد بن فيصل بن عبد المجيد بن عبد العزيز آل سعود
- الأمير خالد بن فيصل بن عبد المجيد بن عبد العزيز آل سعود
- الأميرة سارة بنت فيصل بن عبد المجيد بن عبد العزيز آل سعود
- الأميرة لولوة بنت فيصل بن عبد المجيد بن عبد العزيز آل سعود

وكان الفنان محمد عبده قد وضع ألبومًا خاصًا بمناسبة زواج الأمير فيصل بن عبد المجيد بعنوان حروف العز من كلمات الأمير بدر بن عبد المحسن بن عبد العزيز آل سعود.